# Eumathes
Eumathes is een kevergeslacht uit de familie van de boktorren (Cerambycidae). De wetenschappelijke naam van het geslacht werd voor het eerst geldig gepubliceerd in 1858 door Pascoe.

## Soorten
Eumathes omvat de volgende soorten:
- Eumathes amazonicus Bates, 1866
- Eumathes canus (Germar, 1824)
- Eumathes colombicus (Thomson, 1868)
- Eumathes cuprascens Bates, 1874